# Тарасов, Степан Никонович
Степа́н Ни́конович Тара́сов (1893, деревня Стаево, Орловская губерния — 7 сентября 1955, Киев) — советский партийный деятель, первый секретарь Рязанского обкома ВКП(б) (1938—1943). Входил в состав особых троек НКВД СССР.

## Биография
Родился в 1893 году в д. Стаево Орловской губернии.
C 13 лет работал по найму у кулаков, с 1909 г. — на Брянском заводе в Бежице: «грел» заклёпки, был молотобойцем, потом выучился «на токаря» (1914).
С 1916 член РСДРП(б).
С 1918 в РККА. Участник гражданской войны. Окончил двухгодичные Курсы марксизма-ленинизма при РКП(б).
С 1925 на профсоюзной и партийной работе в Москве: ответственный секретарь Конотопского окружного комитета ВКП(б), ответственный секретарь ЦК Профсоюза работников автомобильной и транспортной промышленности, заместитель председателя ЦК Профсоюза работников автомобильной и транспортной промышленности, инструктор Московского областного комитета ВКП(б), с 1932 г. секретарь комитета ВКП(б) Московского автомобильного завода.
До 1937 года — 1-й секретарь Пролетарского районного комитета ВКП(б) (Москва).
C августа по октябрь 1937 года — 2-й секретарь Московского городского комитета ВКП(б). Этот период отмечен вхождением в состав особой тройки, созданной по приказу НКВД СССР от 30.07.1937 № 00447 и активным участием в сталинских репрессиях.
С сентября 1937 по 1 июля 1938 года — 1-й секретарь Организационного бюро ЦК ВКП(б) по Рязанской области.
С 5 июля 1938 года по 25 сентября 1943 года — 1-й секретарь Рязанского областного комитета ВКП(б).
С 1941 года — Первый Секретарь Рязанского городского комитета КПСС.
В 1943—1945 годы слушатель Высшей партийной школы при ВКП(б).
1945—1.1948 — 1-й секретарь Измаильского областного комитета КП(б) Украины.
1947—1952 — председатель Партийной коллегии при ЦК КП(б) Украины.
28.1.1949 — 1950 — кандидат в члены ЦК КП(б) Украины.
15.4.1950 — 23.9.1952 — член Организационного бюро ЦК КП(б) Украины.
В 1950—1955 член ЦК КП(б) Украины.
1952—1953 — заведующий подотделом ЦК КП Украины.
С 1953 года — председатель Партийной комиссии при ЦК КП Украины.
Член Центральной ревизионной комиссии КПСС (1939—1952).
Депутат Верховного совета СССР 1, 2, 3 и 4 созывов.
Делегат XVII (1934), XVIII (1939) и XIX (1952) съездов КПСС.
В 1955 году умер. Похоронен на Байковом кладбище в Киеве.

## Награды
- 2 ордена Ленина (в том числе 23.01.1948)
- орден Трудового Красного Знамени
- орден Красной Звезды
- медали